# Campionati del mondo di atletica leggera 1987 - 10000 metri piani femminili
La gara dei 10000 metri piani femminili dei Campionati del mondo di atletica leggera 1987 si è svolta tra il 31 agosto e il 4 settembre.

## Podio
| Pos.    | Atleta             | Nazionalità      | Tempo    |
| ------- | ------------------ | ---------------- | -------- |
| Oro     | Ingrid Kristiansen | Norvegia         | 31'05"85 |
| Argento | Olena Župieva      | Unione Sovietica | 31'09"40 |
| Bronzo  | Kathrin Ullrich    | Germania Est     | 31'11"34 |

## Situazione pre-gara

### Record
Prima di questa competizione, il record del mondo (RM) e il record dei campionati (RC) erano i seguenti:
| Record                | Prestazione  | Atleta                      | Data                         | Competizione |              |
| --------------------- | ------------ | --------------------------- | ---------------------------- | ------------ | ------------ |
| Record mondiale       | 30'13"74     | Ingrid Kristiansen Norvegia | 5 luglio 1986 Oslo, Norvegia |              |              |
| Record dei campionati | Nuovo evento | Nuovo evento                | Nuovo evento                 | Nuovo evento | Nuovo evento |

### Campionesse in carica
Le campionesse in carica a livello olimpico e mondiale erano:
| Campione | Atleta                  | Prestazione             | Data                    | Competizione            |                         |
| -------- | ----------------------- | ----------------------- | ----------------------- | ----------------------- | ----------------------- |
| Olimpico | Non ancora in programma | Non ancora in programma | Non ancora in programma | Non ancora in programma | Non ancora in programma |
| Mondiale | Non ancora in programma | Non ancora in programma | Non ancora in programma | Non ancora in programma | Non ancora in programma |

### La stagione
Prima di questa gara, le atlete con le migliori tre prestazioni dell'anno erano:
| Pos. | Atleta                           | Prestazione | Data                                     |
| ---- | -------------------------------- | ----------- | ---------------------------------------- |
| 1    | Ingrid Kristiansen Norvegia      | 31'15"67    | 4 luglio 1987 Oslo, Norvegia             |
| 2    | Olga Bondarenko Unione Sovietica | 31'35"16    | 19 luglio 1987 Brjansk, Unione Sovietica |
| 3    | Anne Audain Nuova Zelanda        | 31'57"56    | 17 marzo 1987 Auckland, Nuova Zelanda    |

## Risultati[3][4]

### Turni eliminatori
| 2 Batterie | 31 agosto   | 38 iscritte    | Si qualificano le prime 8 (Q) + i 6 migliori tempi (q). |
| Finale     | 4 settembre | 22 concorrenti |                                                         |

### Batterie
Lunedì 31 agosto 1987
| Pos. | Atleta                  | Nazione          | Tempo    | Note |
| ---- | ----------------------- | ---------------- | -------- | ---- |
| 1    | Kathrin Ullrich         | Germania Est     | 33'07"92 | Q    |
| 2    | Elizabeth Lynch         | Regno Unito      | 33'09"26 | Q    |
| 3    | Aurora Cunha            | Portogallo       | 33'09"86 | Q    |
| 4    | Ingrid Kristiansen      | Norvegia         | 33'10"37 | Q    |
| 5    | Marleen Renders         | Belgio           | 33'10"95 | Q    |
| 6    | Lynn Jennings           | Stati Uniti      | 33'16"18 | Q    |
| 7    | Angela Tooby            | Regno Unito      | 33'20"14 | Q    |
| 8    | Martine Oppliger        | Svizzera         | 33'22"25 | Q    |
| 9    | Nancy Rooks-Tinari      | Canada           | 33'24"20 | q    |
| 10   | Kumi Araki              | Giappone         | 33'24"37 | q    |
| 11   | Ana Isabel Alonso       | Spagna           | 33'38"37 | q    |
| 12   | Christine McMiken       | Nuova Zelanda    | 33'41"10 | q    |
| 13   | Tuija Toivonen-Jousimaa | Finlandia        | 33'46"05 | q    |
| 14   | Midde Hamrin            | Svezia           | 34'10"36 |      |
| 15   | Danièle Kaber           | Lussemburgo      | 34'24"52 |      |
| 16   | Monica Regonesi         | Cile             | 34'57"64 |      |
| 17   | Leah Malot              | Kenya            | 36'23"66 |      |
| 18   | Maria Curatolo          | Italia           | dnf      |      |
| 19   | Yelena Romanova         | Unione Sovietica | dnf      |      |
| 20   | Karolina Szabó          | Ungheria         | dns      |      |

| Pos. | Atleta                | Nazione          | Tempo    | Note |
| ---- | --------------------- | ---------------- | -------- | ---- |
| 1    | Olena Župieva         | Unione Sovietica | 33'32"05 | Q    |
| 2    | Olga Bondarenko       | Unione Sovietica | 33'34"79 | Q    |
| 3    | Kerstin Preßler       | Germania Ovest   | 33'35"49 | Q    |
| 4    | Lorraine Moller       | Nuova Zelanda    | 33'35"73 | Q    |
| 5    | Wang Xiuting          | Cina             | 33'36"07 | Q    |
| 6    | Francie Larrieu-Smith | Stati Uniti      | 33'37"36 | Q    |
| 7    | Albertina Machado     | Portogallo       | 33'40"87 | Q    |
| 8    | Lynn Nelson           | Stati Uniti      | 33'43"71 | Q    |
| 9    | Lieve Slegers         | Belgio           | 33'48"91 | q    |
| 10   | Susan Crehan          | Regno Unito      | 33'54"99 |      |
| 11   | Sue Lee               | Canada           | 34'14"92 |      |
| 12   | Sue Berenda           | Canada           | 34'15"48 |      |
| 13   | Conceição Ferreira    | Portogallo       | 34'43"35 |      |
| 14   | Rose Lamb             | Irlanda          | 35'00"17 |      |
| 15   | Michelle Bush         | Isole Cayman     | 35'30"96 |      |
| 16   | Päivi Tikkanen        | Finlandia        | dnf      |      |
| 17   | Cristina Tomasini     | Yemen            | dnf      |      |
| 18   | Beverley Lord         | Guyana           | dnf      |      |

### Finale
Giovedì 4 settembre 1987
| Pos.    | Atleta                  | Età | Nazione          | Tempo    | Nota                          |
| ------- | ----------------------- | --- | ---------------- | -------- | ----------------------------- |
| Oro     | Ingrid Kristiansen      | 31  | Norvegia         | 31'05"85 | Record dei campionati         |
| Argento | Olena Župieva           | 27  | Unione Sovietica | 31'09"40 | Miglior prestazione personale |
| Bronzo  | Kathrin Ullrich         | 20  | Germania Est     | 31'11"34 | Miglior prestazione personale |
| 4       | Olga Bondarenko         | 27  | Unione Sovietica | 31'18"38 |                               |
| 5       | Elizabeth Lynch         | 23  | Regno Unito      | 31'19"82 | Miglior prestazione personale |
| 6       | Lynn Jennings           | 27  | Stati Uniti      | 31'45"43 | Miglior prestazione personale |
| 7       | Albertina Machado       | 25  | Portogallo       | 31'46"61 | Miglior prestazione personale |
| 8       | Wang Xiuting            | 22  | Cina             | 31'48"88 | Miglior prestazione personale |
| 9       | Angela Tooby            | 26  | Regno Unito      | 31'55"30 | Miglior prestazione personale |
| 10      | Kerstin Preßler         | 25  | Germania Ovest   | 31'56"80 |                               |
| 11      | Martine Oppliger        | 29  | Svizzera         | 32'07"49 | Miglior prestazione personale |
| 12      | Marleen Renders         | 18  | Belgio           | 32'12"51 | Miglior prestazione personale |
| 13      | Lynn Nelson             | 25  | Stati Uniti      | 32'22"88 | Miglior prestazione personale |
| 14      | Christine McMiken       | 24  | Nuova Zelanda    | 32'25"67 | Miglior prestazione personale |
| 15      | Francie Larrieu-Smith   | 34  | Stati Uniti      | 32'30"00 | Miglior prestazione personale |
| 16      | Nancy Rooks-Tinari      | 28  | Canada           | 32'31"55 | Miglior prestazione personale |
| 17      | Aurora Cunha            | 28  | Portogallo       | 32'44"42 |                               |
| 18      | Kumi Araki              | 21  | Giappone         | 33'15"08 | Miglior prestazione personale |
| 19      | Ana Isabel Alonso       | 24  | Spagna           | 33'20"65 |                               |
| 20      | Tuija Toivonen-Jousimaa | 29  | Finlandia        | 33'25"46 | Miglior prestazione personale |
| 21      | Lorraine Moller         | 32  | Nuova Zelanda    | 34'07"26 |                               |
| 22      | Lieve Slegers           | 22  | Belgio           | dnf      |                               |